# Igualito a mi apá
«Igualito a mi apá» es una canción de la banda estadounidense Fuerza Regida y el cantante mexicano Peso Pluma. Fue escrita por el cantante, junto a Ángel Ureta, Diego Millán, Juan Pablo Salazar Pérez, Miguel Armenta y Jesús Ortíz Paz y producida por estos dos últimos. Fue lanzada como el sexto sencillo del séptimo álbum de estudio de Fuerza Regida Pa que hablen (2022), a través de Rancho Humilde, Street Mob Records, Prajin Parlay y distribuida por Sony Music Latin.
La canción es uno de los mayores éxitos de ambos artistas ya que logró posicionarse en la lista Billboard Hot 100 de Estados Unidos en el número 80, llegando también a otros listados como el Global 200 y el Hot Latin Songs.
Musicalmente es un corrido tumbado con arreglos de música sierreña en el que sobresale el sonido de Trombón y el requinto, la letra tiene temas bélicos y de apología al crimen organizado, algo común en ese género. Trata de una persona que se dedica a este tipo de crimen y que heredó poder y respeto por parte de su padre, haciendo alusión al capo Joaquín "el Chapo" Guzmán y sus hijos.

## Video musical
El lanzamiento del sencillo estuvo acompañado de la publicación de un video musical estrenado en el canal oficial de YouTube del grupo. El video fue producido por Ortíz Paz y Jimmy Humilde y dirigido por Miguel de la productora DMB. El videoclip está protagonizado por los integrantes del grupo y Pluma, así como también existen cameos de Jimmy y Codiciado. En las imágenes se le ve a los protagonistas disfrutar de una fiesta con mujeres y algunos admiradores. En sus primeros tres días acumuló 2.5 millones de vistas en YouTube, actualmente suma 144 millones de reproducciones.

## Posicionamiento en listas
| Lista (2023)                       | Mejor posición |
| ---------------------------------- | -------------- |
| Estados Unidos (Billboard Hot 100) | 80             |
| Estados Unidos (Hot Latin Songs)   | 16             |
| Global 200 (Billboard)             | 118            |
| México (Mexico Songs)              | 20             |